# Ron Paul Institute for Peace and Prosperity
Ron Paul Institute for Peace and Prosperity (Instituto Ron Paul para la Paz y la Prosperidad) es un proyecto de la Foundation for Rational Economics and Education llamado así por el congresista Ron Paul. El instituto aboga por una política exterior no intervencionista y la protección de las libertades civiles en los Estados Unidos. Fue fundado en abril de 2013.